# ジョルジュ・ド・ベリオ
ジョルジュ・ド・ベリオ（Georges de Bellio, 1828年2月20日 - 1894年1月26日）は、ルーマニア出身で、フランスで活動したホメオパシーの医師であり、印象派の作品を収集した美術収集家（パトロン）として知られる。

## 生涯
アルーマニア人とルーマニア人の貴族の血を引き、裕福であった。1851年、パリに移り住んだ。
1874年、ナダール写真館で行われた印象派第1回展覧会で、クロード・モネの作品を購入し、以後好んで購入した。1878年にはモネの『印象・日の出』を購入した。そのほか、アルフレッド・シスレー、ピエール＝オーギュスト・ルノワール（1892年にド・ベリオの肖像画を描いた）、カミーユ・ピサロ、ベルト・モリゾの作品を収集した。印象派をルーマニアの画家ニコラエ・グリゴレスクに紹介する役割も果たした。作品の購入だけでなく、直接、友人となった印象派の画家たちに経済的な支援を与えたり、医師として相談に乗ったりした。モネとの手紙のやり取りからは、2人の親しさが読み取れる。彼のコレクションは、ヴィクトール・ショケやウジェーヌ・ミュレのコレクションと並び称される。
彼の死後、娘のVictorine Donop de Monchyが1940年にコレクションをマルモッタン・モネ美術館に寄贈した。